# Мяммі
Мяммі (фін. Mämmi, швед. Memma) — фінський традиційний великодній десерт, його тепер рідко роблять вдома, понад два мільйони готового до споживання мяммі продається щорічно. Невелику кількість експортують у Швецію.

## Історія
Професор теології Даніель Юсленіус з академії м. Турку в 1700 році описав кашу, приготовану на печі в берестяному посуді, яку споживали в південно-західній Фінляндії таким чином: «Вона на колір достатньо чорна, але на диво солодка. Її їдять на Пасху як уособлення тіста, що не встигло скиснути». Історик Х. Г. Портану зазначив, що в основному її споживають у провінції Гяме та частково в південній та північно-західній Фінляндії, але невідома в Саво та Остробоснії, стала відома в Південній Карелії та Лапландії тільки після 1930-х років. Споживали її холодною за допомогою дерев'яних трісок.

## Приготування
У 1751 році хімік Р.Гадд академії м. Турку опублікував рецепт мяммі: 1 частина житнього борошна, 2 частини житнього солоду, який солодять в гарячій воді. Рідку масу доводять до готового стану на печі в берестяній посудині протягом 6-7 годин.
Є багато пояснень появи мяммі. Секрет приготування може полягати в тому, що раніше в печах тривалих час зберігалася необхідна для приготування температура, в результаті чого відбувається реакція Майлларда, що дає відповідний колір і смак.

## Традиції
Традиційно мяммі їдять у Велику п'ятницю, коли прийнято споживати лише зимну їжу, бо цей день вважався надто святим для приготування їжі та розведення вогню. Сьогодні багато хто їсть мяммі з вершками, молоком та цукром, сумішшю морозива, раніше їли як солодкий делікатес з чорним хлібом. Якщо магазинне мяммі занадто солодке, можливо скуштувати екологічно чисте мяммі без додавання цукру, а солодкий смак досягається через осолодження.
У сучасній Фінляндії мяммі можна придбати в магазинах протягом року. Продається також заморожена мяммі.